# Галина Британ
Британ (Вітів) Галина Ярославівна (12 листопада 1982 Стрілки Самбірський район Львівська область) - сучасна українська письменниця, поетеса, учитель за освітою. Дипломант конкурсу «Коронація слова» 2020 у номінації «Пісенна лірика» — спецвідзнака «Міжнародний вибір». Член Всеукраїнського об’єднання «Письменники Бойківщини».

## Біографія
Галина Британ народилася 12 листопада 1982 року у селі Стрілки Самбірського району у Львівській області.
В 1999 закінчила Стрілківську ЗОШ І-ІІІ ступенів.
В 2003 закінчила Самбірський педагогічний коледж імені Івана Филипчака, спеціальність вчитель молодших класів та іноземної мови.
Навчалась в Тернопільському національному педагогічному університеті імені Володимира Гнатюка.
Працювала керівником гуртка образотворчого мистецтва «Світанок» у Львівському БДЮТ, потім сценаристом на дитячому YouTube каналі "З любов’ю до дітей".
Зараз працює віддалено, пише пісні, поезії, прозу, дитячі твори та сценарії на замовлення.
Живе і працює в м. Борислав Львівської області.

## Творчість
Писати вірші почала з 6 років. Просто говорила віршами. Друкувалась у дитячих журналах «Тарасик», «Колобочок», у літературній газеті «Дебют» перший і п'ятий випуск літературного газети, у збірках дитячих казок видавництва "Глорія". Має свій YouTube канал «Торкаючись сердець», де читає свою поезію під музичний супровід і фоторяд та особистий сайт «Жива поезія душі», де публікує всі свої твори.
Є автором:
- збірка поезій «Бути людиною», видавництво “Посвіт”, Дрогобич, 2017.
- збірка поезій «Без обгортки», видавництво “Панорама”, Львів, 2018.
- збірка поезій та прози «Подорожні», видавництво “Панорама”, Львів, 2019.
- збірка поезій та прози «Світає», видавництво “Ліра-К”, Київ, 2022.

## Нагороди
- Посіла перше місце в літературному конкурсі «Відродження поезії 2018» у номінації «Скрижалі душі» поезії.
- Є дипломантом конкурсу «Коронація слова» 2020 у номінації «Пісенна лірика» — спецвідзнака «Міжнародний вибір[1]».